# منصور عيسى يف
منصور عيسى يف (بالروسية: Исаев, Мансур Мустафаевич)، من مواليد 1986 في جمهورية داغستان بروسيا. لاعب جودو الروسي، بطل الأولمبي 2012 في فئة وزن 73 كلغ.

## السيرة
بدأ منصور التدريب على الجودو منذأن كان عمره 8 سنوات. وكان مدربه الأول غابرييل محمدوف. مدربه الحالي هو ألكسندر ميلر.

منصور عيسى يف خريج جامعة ولاية داغستان الحكومية، والحاصل على شهادة عالية في الاقتصاد عام 2009.

شارك في ثلاث بطولات العالم - 2009، 2010 و 2011. في عام 2009 في روتردام حصل منصور على على الميدالية البرونزية. وفي بطولة أوروبا في عام 2012 كانت مرتبته سابع.

في دورة الألعاب الأولمبية في لندن في 30 من يوليو 2012 حصل منصور على الميدالية الذهبية في نهائيات كأس العالم بفوزه على الياباني ريكا نكايا.

## العائلة
الأب: مصطفى عيسى يف (أواري القومية)، الأم: آسيا عيسى ييفا (كموكية القومية)

## روابط خارجية
- منصور عيسى يف على موقع الفيدرالية الدولية للجودو (الإنجليزية)
- منصور عيسى يف على موقع JudoInside.com (الإنجليزية)
- منصور عيسى يف على موقع AllJudo.net (الفرنسية)
- منصور عيسى يف على موقع اللجنة الأولمبية الدولية (الإنجليزية)
- منصور عيسى يف على موقع أوليمبيديا (الإنجليزية)